# Leptaulax loebli
Leptaulax loebli là một loài bọ cánh cứng trong họ Passalidae. Loài này được Kon, Johki & Araya miêu tả khoa học năm 2003.